# Xavier Puigbí i Martos
Xavier Puigbí i Martos, també conegut com a Xevi Puigbí, (Vic, 23 de maig de 1987) és un jugador d'hoquei sobre patins català, internacional amb Catalunya i Espanya, juga de porter a la União Desportiva Oliveirense des de la temporada 2014/15.
Nascut el 23 de maig de 1987 a la capital d'Osona, es formà esportivament a les files del Club Patí Voltregà, club amb el qual debutà amb setze anys a la màxima categoria professional. Després de cinc temporades amb l'equip santhipolenc, la temporada 2009/10 fitxà pel Club Esportiu Noia, amb el qual assolí el subcampionat de la Copa del Rei l'any 2012. Acabat el contracte, fitxà la temporada 2013-14 pel Club Esportiu Vendrell, entitat amb la qual, aquesta vegada sí, aconseguí la Copa del Rei l'any 2014. Fou precisament en aquella edició que se'l declarà MVP del campionat, destacant pel fet d'haver aturat quatre faltes i un penal a la final disputada contra el FC Barcelona. Després del triomf, a la temporada 2014/15 decidí fitxar pel club portuguès União Desportiva Oliveirense.

## Palmarès

### CE Vendrell
- 1 Copa del Rei / Copa espanyola (2014)[5]

### Selecció espanyola
- 1 World Roller Games (2017)
- 1 Campionat d'Europa (2012)
- 1 Campionat d'Europa júnior (2006)
- 1 Campionat d'Europa juvenil (2003)